# Anykščiai
Anykščiai (polska Onikszty) är en stad i Utena län i Litauen. Staden har 9 800 invånare år 2015. Den är huvudort i kommunen Anykščiai.